# Proxy anonymiseur
Pour les articles homonymes, voir Proxy (homonyme).
Un proxy anonymiseur est un service permettant de naviguer sur le web anonymement.
En général, c'est un serveur proxy qui masque les données personnelles techniques (adresse IP, système d'exploitation, détails techniques concernant le navigateur, traces numériques, etc.) aux sites visités.
Si les communications entre le client et le service anonymiseur sont chiffrées, alors il est difficile pour le fournisseur d'accès à internet de connaître les sites visités (en revanche, le service anonymiseur y a obligatoirement accès).
Les anonymiseurs en ligne peuvent être aussi utilisés pour contourner les filtres d'un proxy (voir filtrage d'Internet).

## Exemples de proxy anonymiseur
Le moteur de recherche Scroogle (2003-2012, plus disponible) utilisait un proxy pour effectuer des recherches sur google de manière anonyme.